# 大和天神山古墳
大和天神山古墳（やまとてんじんやまこふん、柳本天神山古墳）は、奈良県天理市柳本町にある古墳。形状は前方後円墳。オオヤマト古墳群（うち柳本古墳群）を構成する古墳の1つ。奈良県指定史跡に指定され、出土品は国の重要文化財に、木棺は奈良県指定有形文化財に指定されている。

## 概要
奈良盆地東縁、行燈山古墳（崇神天皇陵）の西側の位置に築造された大型前方後円墳である。墳丘の東半は国道169号の建設時に削平され、西半は伊射奈岐神社（延喜式内社）境内に含まれて社殿建設等で改変されている。1960年（昭和35年）に道路工事に先立つ発掘調査が実施されている。
墳形は前方後円形で、前方部を南方向に向ける。墳丘外表では葺石が確認されており、埴輪は認められていないが、二重口縁壺が出土している。墳丘周囲の周濠の有無は明らかでない。埋葬施設は後円部中央における竪穴式石室（竪穴式石槨）で、内部に「木櫃」（木棺）を据える。調査では「木櫃」内から多量の朱が出土し、内外から中国鏡を主体とする銅鏡23面のほか鉄刀・鉄剣などの鉄製品が出土したが、人体埋葬の痕跡が認められなかった点で注目される。
築造時期は、古墳時代前期後半の4世紀後半頃と推定される。埋葬施設の実態が明らかとなった前期古墳として重要視されるとともに、アンド山古墳・南アンド山古墳（いずれも宮内庁により崇神天皇陵陪冢に治定）とともに行燈山古墳の陪塚の可能性が指摘されるが、人体埋葬を伴わないのが確実とすれば陪塚のあり方を考えるうえでも重要な位置づけにある古墳である。
古墳域は2009年（平成21年）に奈良県指定史跡に指定され、出土品は2002年（平成14年）に国の重要文化財に、木棺は2008年（平成20年）に奈良県指定有形文化財に指定されている。

## 遺跡歴
- 文明17年（1485年）時点には伊射奈岐神社が当地に鎮座（『大乗院自社雑事記』文明17年9月26日条楊本荘記事、社伝では元は南東山手の山田垣内に鎮座とする）[3]。
- 1960年（昭和35年）、道路工事に先立つ後円部石室の発掘調査、副葬品出土（奈良県立橿原考古学研究所の末永雅雄ら、1963年に報告、出土品は奈良国立博物館所蔵）。
- 1998年（平成10年）、再測量調査（奈良県立橿原考古学研究所の伊達宗泰ら、1999年に報告）。
- 2002年（平成14年）6月26日、出土品が国の重要文化財に指定。
- 2008年（平成20年）3月28日、木棺が奈良県指定有形文化財に指定。
- 2009年（平成21年）3月31日、奈良県指定史跡に指定。

## 墳丘

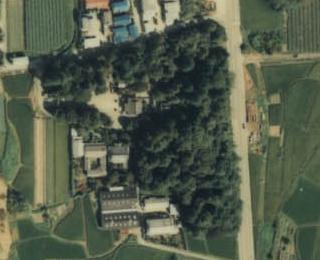
大和天神山古墳の空中写真（1979年）。

墳丘の規模は次の通り（平成10年の再測量値）。
- 墳丘長：103メートル（かつては113メートルとされた）
- 後円部
  - 直径：56メートル
  - 高さ：9メートル
- 前方部
  - 幅：47メートル
  - 高さ：7メートル

前方部墳丘からは二重口縁壺が出土している。

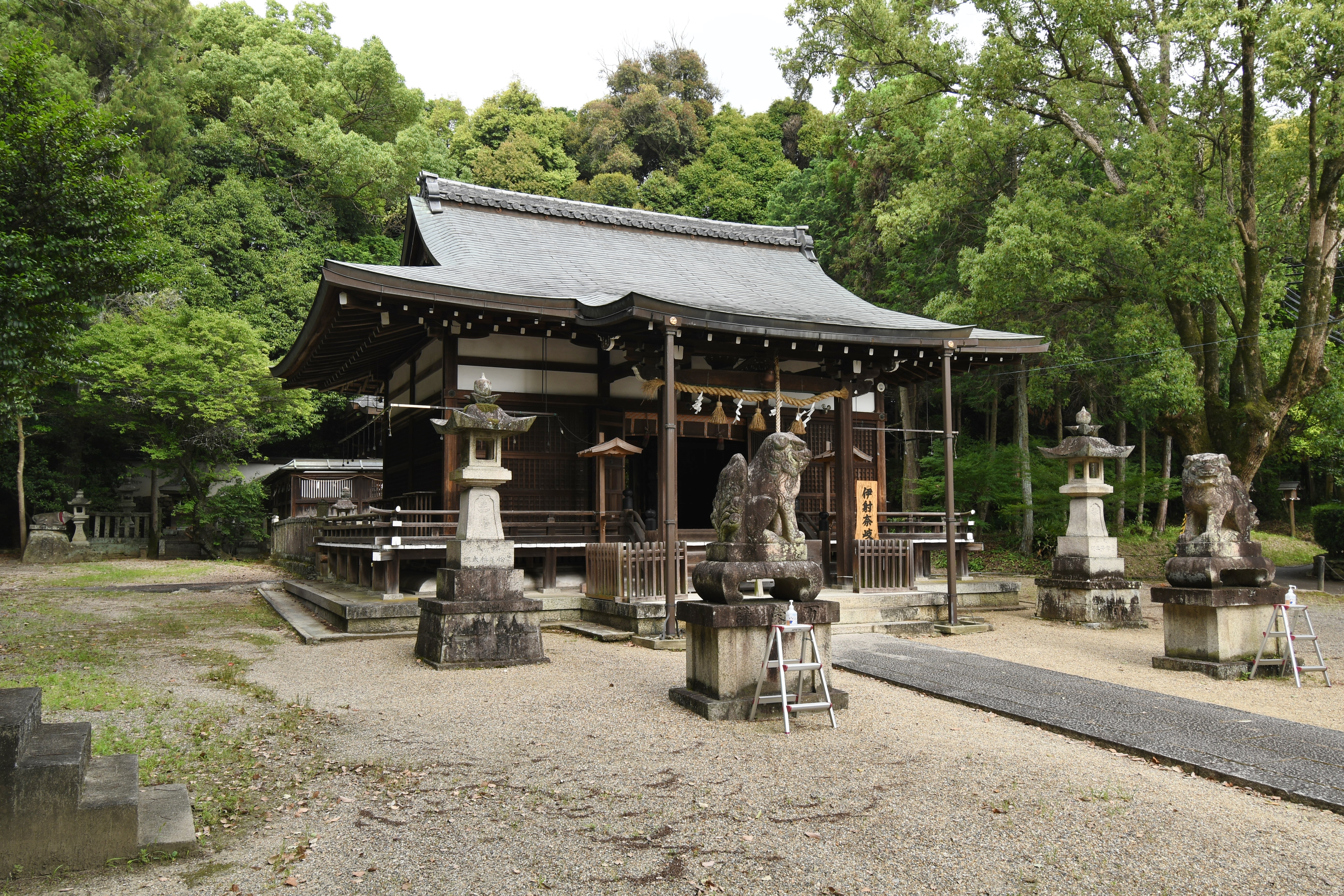
墳丘西側の伊射奈岐神社

## 埋葬施設
埋葬施設としては、後円部中央において竪穴式石室（竪穴式石槨）が構築されている。石室の主軸は墳丘と平行する南北方向である。
石室の石材は扁平な割石（板石）で、内法は長さ6.1メートル・幅1.3メートル・高さ1.2メートルを測る。壁体は強く持ち送り、天井は合掌形を呈し、天井石はない。石室中央には粘土による棺台の上にコウヤマキ製の板材施設を据える。板材は調査時点で長さ2.6メートル・幅0.76メートルを測り、その中央を仕切り板で区切って長さ1メートル・幅0.5メートルの「木櫃」状を呈する。
「木櫃」内では、中央に水銀朱約41キログラムを置き、その周縁に鏡背面を上にした銅鏡20面・鉄剣4口を置く。その外には銅鏡3面（北側2面・南側1面）・鉄刀3口・その他鉄器を置く。この「木櫃」は遺物埋納施設とみられるが、遺体の埋葬痕跡はみられず、その他には埋葬施設もみられない点で注目される。

## 出土品

### 一覧
昭和35年の調査で出土した副葬品は次の通り。
- 銅鏡 23
  - 内行花文鏡 4
  - 方格規矩鏡 6
  - 画文帯神獣鏡 4
  - 三角縁変形神獣鏡 2 - 三角縁神獣鏡と近似する意匠ながら独特の文様表現をもつ[6]。
  - 獣形鏡 3
  - 画像鏡 2
  - 獣帯鏡 1
  - 人物鳥獣文鏡 1 - 弥生時代の銅鐸に似る文様表現をもつ[6]。
- 鉄刀 3 - 一般的な片刃でなく、切っ先から20センチメートルまでが両刃の特異な形状である[7]。
- 鉄剣 4 - 木製柄装具に直弧文を施し、一部は絹布で巻く[7]。
- 刀子 1
- 楔形鉄製品 1
- 鉄鏃 1 - 柳葉形で、木製矢柄が一部残存する[7]。
- 鉄鎌 1
- 鉇 1
- 朱

銅鏡群は、方格規矩鏡・画文帯神獣鏡・内行花文鏡等の中国鏡17面を中心に特殊な倭鏡を伴う構成で、前期古墳に典型的な三角縁神獣鏡を主とする構成ではない。
以上のほか、前方部から二重口縁壺が出土している。

### 銅鏡
|        | 鏡式                 | 面径   |
| ------ | -------------------- | ------ |
| 1号鏡  | 流雲文縁方格規矩鏡   | 23.0cm |
| 2号鏡  | 画文帯神獣鏡         | 13.9cm |
| 3号鏡  | 内行花文鏡           | 19.5cm |
| 4号鏡  | 内行花文鏡           | 20.5cm |
| 5号鏡  | 三角縁変形神獣鏡     | 17.0cm |
| 6号鏡  | 画文帯神獣鏡         | 16.5cm |
| 7号鏡  | 獣形鏡               | 16.9cm |
| 8号鏡  | 流雲文縁方格規矩鏡   | 20.3cm |
| 9号鏡  | 流雲文縁方格規矩鏡   | 20.8cm |
| 10号鏡 | 画像鏡               | 16.8cm |
| 11号鏡 | 画像鏡               | 18.9cm |
| 12号鏡 | 画文帯神獣鏡         | 12.9cm |
| 13号鏡 | 獣形鏡               | 13.4cm |
| 14号鏡 | 画文帯神獣鏡         | 16.8cm |
| 15号鏡 | 三角縁変形神獣鏡     | 17.4cm |
| 16号鏡 | 波文縁方格規矩鏡     | 16.1cm |
| 17号鏡 | 内行花文鏡           | 15.3cm |
| 18号鏡 | 獣形鏡               | 18.3cm |
| 19号鏡 | 波文縁方格規矩鏡     | 15.8cm |
| 20号鏡 | 内行花文鏡           | 23.7cm |
| 21号鏡 | 流雲文縁方格規矩鏡   | 13.9cm |
| 22号鏡 | 半三角縁人物鳥獣文鏡 | 15.1cm |
| 23号鏡 | 獣帯鏡               | 13.7cm |

## 文化財

### 重要文化財（国指定）
- 奈良県天神山古墳出土品（考古資料） - 奈良国立博物館保管。2002年（平成14年）6月26日指定[6]。
  - 銅鏡 23面
  - 鉄製品 16点
  - 附 土器片 一括

### 奈良県指定文化財
- 有形文化財
  - 大和天神山古墳出土木棺（考古資料） - 奈良県立橿原考古学研究所附属博物館保管。2008年（平成20年）3月28日指定[9]。
- 史跡
  - 大和天神山古墳 - 所有者は伊射奈岐神社。2009年（平成21年）3月31日指定[9]。

## 関連施設
- 奈良国立博物館（奈良市登大路町）- 大和天神山古墳の出土品を保管。
- 奈良県立橿原考古学研究所附属博物館（橿原市畝傍町） - 大和天神山古墳の出土木棺を保管。

## 関連文献
（記事執筆に使用していない関連文献）
- 橿原考古学研究所 編『大和天神山古墳』奈良県教育委員会〈奈良県史跡名勝天然記念物調査報告第22冊〉、1963年。
  - 復刊：奈良県教育委員会 編『大和天神山古墳』大和文化財保存会〈奈良県史跡名勝天然記念物調査報告〉、1989年。
- 楠元哲夫 著「大和天神山古墳出土鏡群の再評価」、橿原考古学研究所 編『橿原考古学研究所論集』 第11、吉川弘文館、1996年。
- 『青陵』第102号、奈良県立橿原考古学研究所、1999年8月1日。
  - 伊達宗泰「大和天神山古墳墳丘の再測量」。
  - 岡林孝作「大和天神山古墳出土棺の再検討」。
  - 福田さよ子「大和天神山古墳出土木材の樹種」。
- 千賀久「大和天神山古墳の鏡群」『古代「おおやまと」を探る』学生社、2000年。
- 岡林孝作「天神山古墳」『大和前方後円墳集成』奈良県立橿原考古学研究所〈橿原考古学研究所研究成果第4冊〉、2001年。
- 尾崎誠・井口喜晴「修理報告 大和天神山古墳出土鏡鑑の保存修理」『鹿園雜集 奈良国立博物館研究紀要』第4号、奈良国立博物館、2002年3月、101-117頁。 - リンクは奈良国立博物館リポジトリ。
- 尾崎誠・井口喜晴「修理報告 大和天神山古墳出土鉄製品の保存修理」『鹿園雜集 奈良国立博物館研究紀要』第5号、奈良国立博物館、2003年3月、97-104頁。 - リンクは奈良国立博物館リポジトリ。
- 井上一樹「奈良県大和天神山古墳出土木製装具の文様について」『鹿園雜集 奈良国立博物館研究紀要』第10号、奈良国立博物館、2008年3月、111-121頁。 - リンクは奈良国立博物館リポジトリ。